# Kaukasus-Agame
Die Kaukasus-Agame (Paralaudakia caucasia) ist eine Echse aus der Familie der Agamen und lebt in Westasien.

## Merkmale

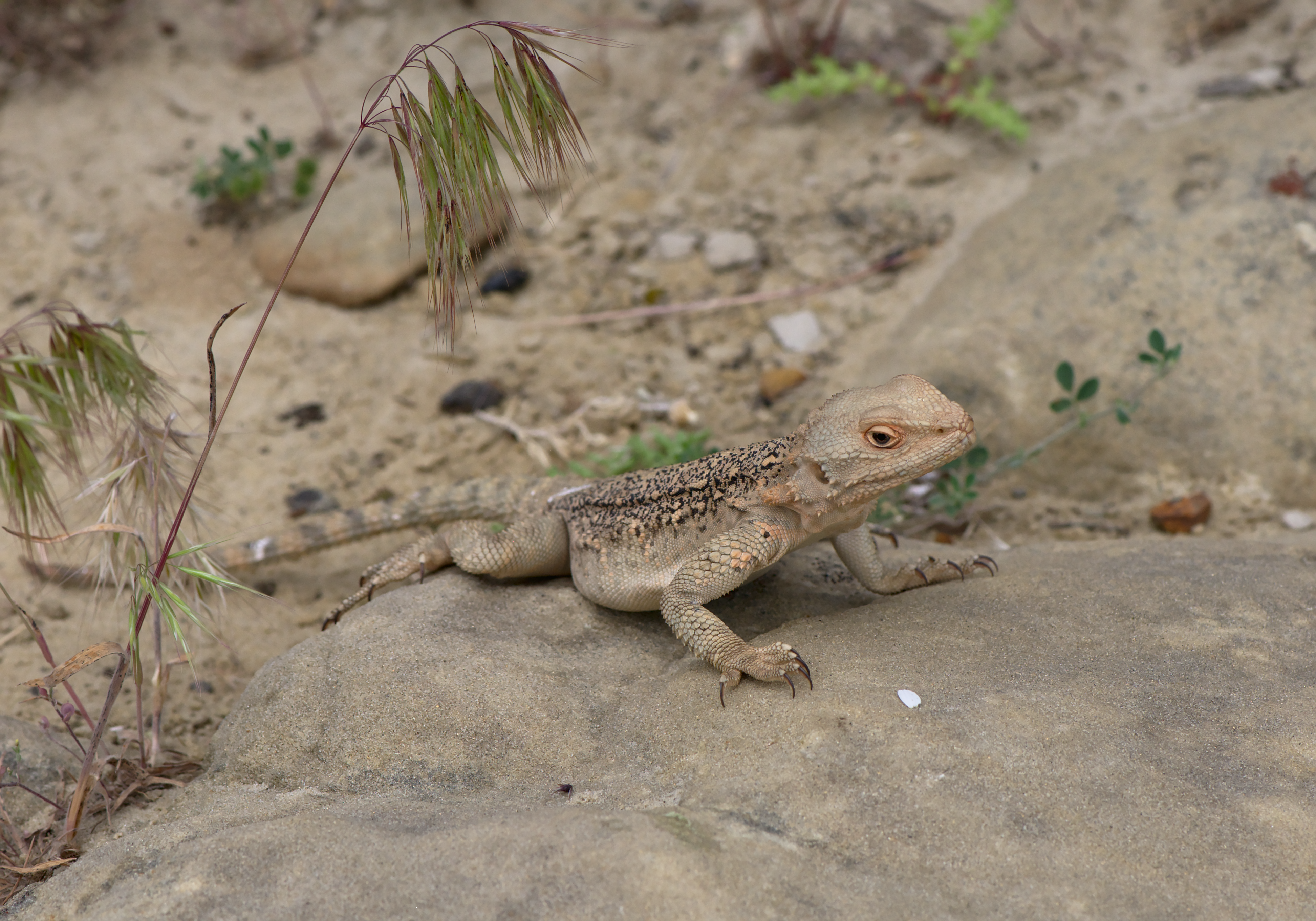

Eine bis 35 cm lang werdende, robuste Echse. Die Kopf-Rumpf-Länge liegt meist unter 15 cm. Der Kopf ist breit und abgeflacht, ebenso wie Rumpf und Schwanzwurzel. Der übrige Schwanz weist einen rundlichen Querschnitt auf. Kehle und Brust sind glatt beschuppt, entlang der Rückenmitte findet sich eine Längszone mit glatten oder schwach gekielten Schuppen. Die Flanken sind meist mit kleinen, konischen Schuppen bedeckt, zwischen die größere Stachelschuppen mit gut entwickelten Kielen eingestreut sind. Die Schwanzschuppen sind in regelmäßigen Wirteln angeordnet, auf der Oberseite jeweils mit einem kurzen, kräftigen Kiel, der in einem Dorn ausläuft. Die Grundfarbe der Körperoberseite ist olivgrau, schmutzig braun oder aschgrau, gelegentlich rötlich oder fast schwarz. Über die Rückenseiten erstreckt sich zumeist ein Netzwerk aus dunklen Linien und Schnörkeln, die helle Zentren umschließende Kreise bilden können. Mitunter sind diese hellen Flecken leuchtend cremefarben. Der Schwanz lässt eine dunkle Querbänderung erkennen. Bei den Weibchen ist die Unterseite schmutzig grau oder rosacremefarben, ihre Kehle ist variabel dunkel marmoriert. Bei den Männchen ist der Bauch dunkler mit einer hellen zentralen Region. In der Paarungszeit werden Kehle, Brust und teilweise auch der Bauch schwärzlich-blau. Die Jungtiere weisen auf der Körperoberseite zahlreiche verstreute kleine hellbraune oder strohgelbe Flecken sowie auf dem Rücken eine hell-dunkle Querstreifung auf.

## Verbreitung
In Europa kommt die Art nur in den Vor- und Mittelgebirgen von Dagestan im Süden Russlands vor. Von dort ist die Art über den südlichen Kaukasus mit den Ländern Georgien, Armenien und Aserbaidschan bis in die östliche Türkei und den Nordosten des Irak verbreitet. Nach Osten hin erstreckt sich das Verbreitungsgebiet über den Norden des Iran und am Südufer des Kaspischen Meeres entlang bis in das südliche Turkmenistan, Afghanistan und Pakistan.

## Lebensraum
Die Art kommt in Höhen von 300 bis 3370 m über NN vor. Die Art ist ein typischer Bewohner gebirgiger Gegenden, in denen Fels-, Geröll- und Lehmhänge mit spärlicher Vegetation bewohnt werden. In Flusstälern steigt sie manchmal bis auf die Talsohlen hinab. Bevorzugte Aufenthaltsorte sind Gesteinsspalten, Felsvertiefungen, erosionsbedingte Hohlräume und Klüfte im Geröll.

## Lebensweise

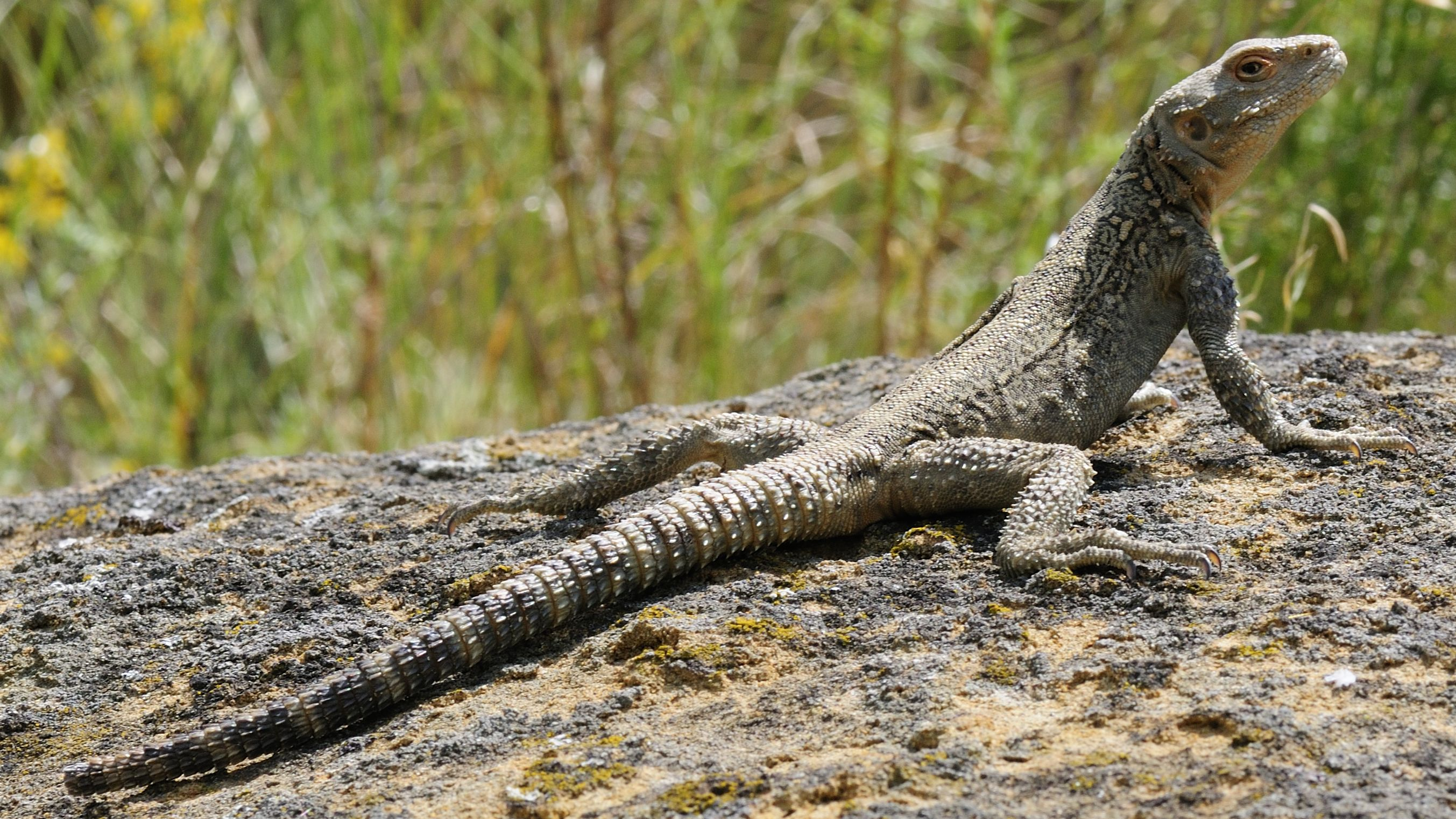

Im Norden des Areals beginnt die Jahresaktivität in der zweiten Märzhälfte und dauert bis Ende Oktober. Die Überwinterung erfolgt hier oft in größeren Gesellschaften in Felsspalten und Höhlungen. Das Aktivitätsmaximum der sehr wärmeliebenden Art liegt bei Substrattemperaturen von 40 °C, bei 50 °C ziehen sich die Tiere zurück. Im Sommer sind sie bevorzugt morgens und abends aktiv. Die Männchen bilden Reviere, in denen 1–3 Weibchen mitwohnen. Charakteristisch ist das Kopfnicken der Männchen zur Warnung von Rivalen, die noch auf 25–30 m Entfernung erkannt und beim Eindringen ins Revier sofort attackiert werden. Die Paarungszeit beginnt kurz nach der Winterruhe und dauert bis etwa Mitte Juni. Die Eiablage erfolgt von der zweiten Maihälfte bis Mitte Juni. Dabei werden 6–14 Eier pro Gelege abgesetzt. Die ersten Jungtiere erscheinen im August oder September. Die Nahrung besteht aus Insekten, vor allem Käfer, Heuschrecken und Hautflügler und Pflanzenteilen, wie Blätter, Blüten und Früchte. Jungtiere fressen hauptsächlich Fliegen, Hautflügler, Raupen und Spinnen. Eventuell ist die Art sogar überwiegend ein Pflanzenfresser und weicht nur beim Fehlen geeigneter Pflanzen auf Insekten aus.

## Gefährdung
Die IUCN listet die Art als nicht gefährdet (least concern) mit einer stabilen Population.

## Taxonomie
Die Art wurde als Stellio caucasicus erstbeschrieben und später zunächst der Gattung Agama und dann der Gattung Laudakia zugeordnet. Erst 2012 wurde sie durch Baig et al. in die Gattung Paralaudakia gestellt.